# Strängnäspartiet
Strängnäspartiet (strp) är ett politiskt parti registrerat för val till kommunfullmäktige i Strängnäs.
Partiet bildades inför valet 1991. I valet erövrade man 8 av mandaten i fullmäktige och har sedan dess suttit med i olika majoritetskoalitioner. Till en början bildade man majoritet med Socialdemokraterna och Vänsterpartiet men från 1995 har det varit med Moderaterna, Centerpartiet och Folkpartiet Liberalerna. Efter valet 1998 försvann partiet från kommunpolitiken. Partiet kom dock igång igen och lyckades ta ett mandat i 2002 års val, men man tillhör numera oppositionen. Tillsammans med lokalpartierna A2000 från Flens kommun, Mariefredspartiet och VTL från Vingåkers kommun bildade man 10 mars 2005 ett politiskt nätverk.
Från och med 2024 byter Strängnäspartiet namn till Lokalpartiet.

## Valresultat
| År   | Andel röster | Antal mandat |
| ---- | ------------ | ------------ |
| 1991 | 15,1 %       | 8 (av 49)    |
| 1994 | 19,4 %       | 10 (av 49)   |
| 1998 | ?            | 0 (av 49)    |
| 2002 | 2,3 %        | 1 (av 49)    |
| 2006 | 4,2 %        | 2 (av 49)    |
| 2010 | 4,9 %        | 3 (av 55)    |